# Carl Ludwig Blume

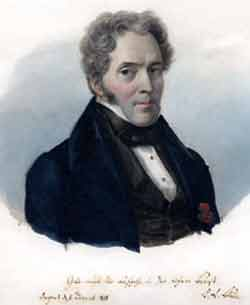
Carl Ludwig Blume (1796-1862)

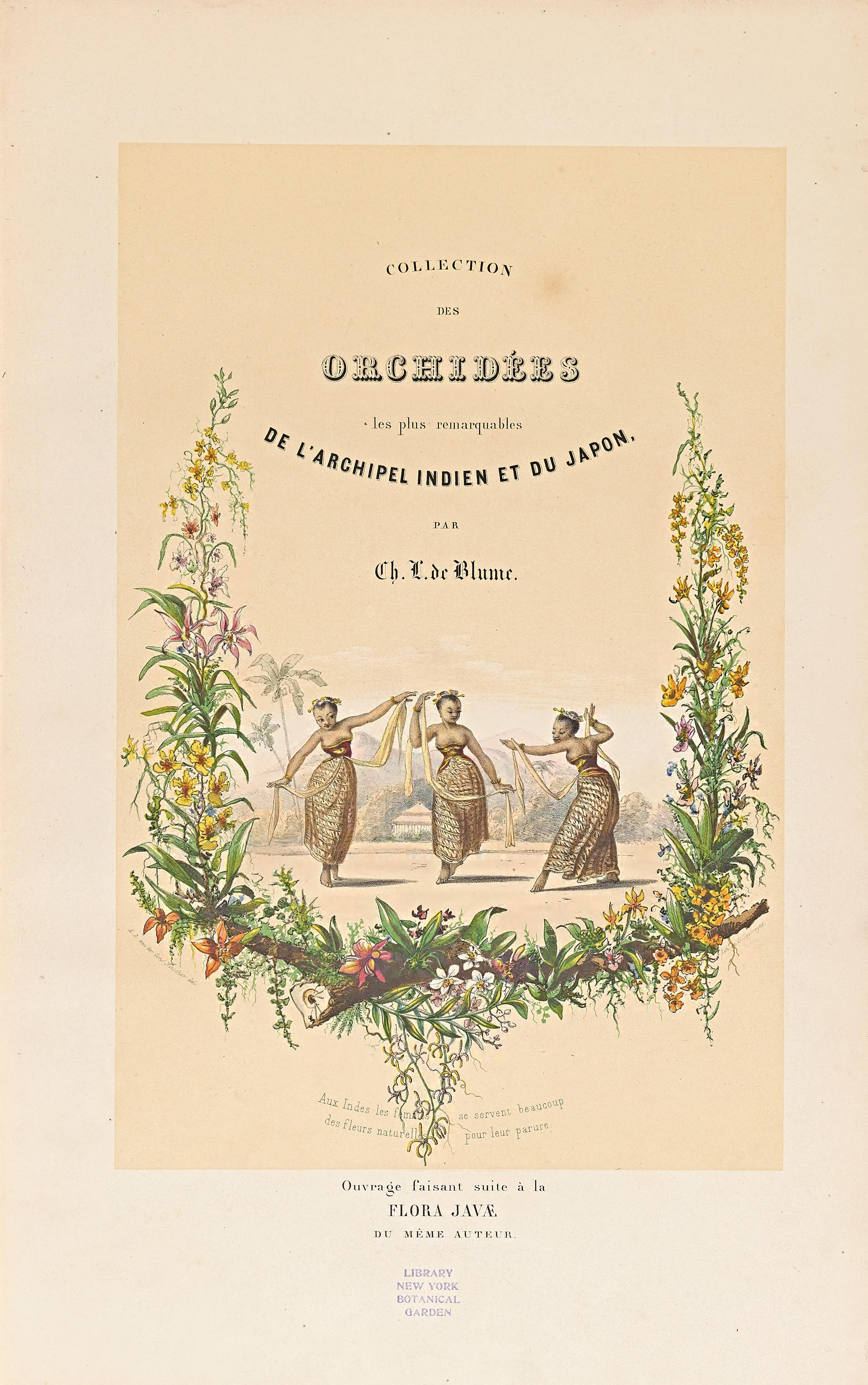
Capa da obra de Collection des Orchidées les plus remarquables de l'archipel Indien et du Japon.

Carl Ludwig Blume ou em neerlandês Karel Lodewijk Blume (Braunschweig, Alemanha, 9 de junho de 1796 — Leiden, Holanda, 3 de fevereiro de 1862) foi um botânico teuto-neerlandês.

## Biografia
Nasceu em Braunschweig na Alemanha, porém passou a maior parte da sua vida profissional trabalhando nos Países Baixos, onde foi diretor do herbário nacional de Leiden (Rijksherbarium). 
Dedicou-se extensivamente ao estudo da flora do sudeste asiático, especialmente da ilha de Java, na época uma colônia neerlandesa, onde coletou numerosas espécies. De 1823 a 1826, Blume foi diretor de agricultura no "Jardim Botânico de Bogor" (Buitenzorg), em Java. Em 1844, publicou o primeiro catálogo do "Jardim Botânico de Buitenzorg", trabalho onde descreveu 914 espécies.
Blume manteve correspondência por cartas durante muito tempo com Charles Darwin. Estudou e descreveu vários tipos de orquídeas, que levam sua abreviatura no nome genérico, entre elas, a Anoectochilus (1825).

## Obras
- Bijdragen tot de flora van Nederlandsch Indië …, 1825-1827
- Enumeratio plantarum Javae et insularum adjacentium, 1827-1828
- Flora Javae nec non insularum adjacentium … (em colaboração com : J. B. Fischer), 1828-1858
- Rumphia, Sive Commentationes Botanicae imprimis de Plantis Indiae Orientalist, Lugdunu-Batavorum, Amsterdam, Bruxelas e Paris, 1835-1848. 4 volumes.
- Musem botanicum lugduno-batavum …, 1849-1857
- Collection des Orchides les plus remarquables De’Archipel Indien et du Japón. Amsterdam, 1858.(Com textos e ilustrações coloridas).

## Homenagens
A revista botânica "blumea" foi batizado em sua homenagem.
O gênero Blumea DC da família Asteraceae e o gênero Blumella Tiegh. da família Loranthaceae foram também nomeados em sua homenagem.